# Сезон «Атлетік» (Більбао) 1900
| «Атлетік» (Більбао) у сезоні 1900 | «Атлетік» (Більбао) у сезоні 1900 |
| --------------------------------- | --------------------------------- |
| Ліга                              |                                   |
| Місце в лізі                      |                                   |
| Раунд у Кубку                     |                                   |
| Старший тренер                    | Хуан Асторкія Ландабазо           |
| Тренери                           | Альфред Едвард Міллс              |
| Начальник команди                 |                                   |
| Стадіон                           | Ламіако;                          |
| Капітан                           | Хуан Асторкія Ландабазо           |
| Найкращий бомбардир у лізі        | Альфред Едвард Міллс              |
| Найбільше матчів у лізі           |                                   |

Сезон «Атлетік» (Більбао) 1900 — третій аматорський сезон в історії клубу «Атлетік» (Більбао). Об'єднання аматорів футболу з числа басків-спортовців, приєднання до них гімназистів з гімназії Самакоїса, становлення першої аматорської чисто баскської команди «Athletic Club».

## Становлення аматорської команди
Початок ХХ-го століття, колектив Хуана Асторкії Ландабазо зустрів, як повноцінний футбольний клуб басків. Ігри із сусідами-конкурентами та англійцями об'єднали їх довкола баскської самостійної ідеї. Команда виступала на всіх місцевих святах та фестивалях.
До команди продовжували долучатися нові виконавці, із числа студентів гімназії та, навіть, переходили від конкурентів. Колектив розрісся до числа 20 гравців і вже  можна було проводити повноцінні тренування спаринги, не очікуючи на добру волю конкурентів (з клубу Кастеляноса та недільних матчів із англійськими мігрантами).

## Сезон
В ті часи, футбольний сезон тривав на англійський манер - з жовтня по травень (майже календарний поточний рік) розпочинався наприкінці осені із різдвяними вакаціями та активними іграми весною, потім була тривала літня пауза. Гравці збиралися не на постійні основі (тож і вважається рівнем аматорів). Ігри та тренування відбувалися на малопристосованих майданчиках чи іподромах, найчастіше на майданчику, що поруч гімназії, який носив назву Камп-де-Сант-Євгенія (Campa de Santa Eugenia).
Докладної інформації щодо кількості та результатів матчів баскської команди в 1900 році обмаль. Дослідники баскського футболу відзначають тільки наявність товариських ігор на стадіоні Ламіако, в передмісті Більбао із їхніми конкурентами - командою Кастеланоса «Більбао ФК» (Bilbao F.C).